# Grundlovsdag (Sydkorea)
 For alternative betydninger, se Grundlovsdag (flertydig). (Se også artikler, som begynder med Grundlovsdag)
Grundlovsdag (Koreansk: 제헌절) i Sydkorea er den 17. juli, den dag, hvor den sydkoreanske forfatning blev proklameret i 1948. Datoen blev bevidst valgt til at passe til grundlæggelsen den 17. juli i Joseon-dynastiet.

## Baggrund
Da den koreanske halvø blev befriet fra kejserlige japanske styre af de allierede i slutningen af 2. verdenskrig den 15. august 1945, blev den i stedet i en magtkamp mellem Sovjetunionen og USA (Den Kolde Krig). Først i 1948 indtraf en sådan stabilitet, at det blev muligt at afholde et demokratisk valg af de nationale forsamlingsmedlemmer til parlamentet i Sydkorea. De valgte forsamlingsmedlemmer satte sig på at udforme en forfatning og besluttede sig for et præsidentielt og etkammersystem. Forfatningen blev formelt vedtaget og udråbt af den sydkoreanske præsident Syngman Rhee den 17. juli 1948.

## Historie
Grundlovsdag blev proklameret at være en sydkoreansk national mærkedag den 1. oktober 1949 med oprettelsen af den nationale ferielov. Der holdtes en mindesmøde med præsidenten, formanden for nationalforsamlingen, højesterets ledelse og de oprindelige forfatningsmæssige forsamlingsmedlemmer, og borgere hænger nationalflaget ud til erindring. Andre aktiviteter som marathonløb holdes ofte.
Siden 2008 er forfatningsdagen i Sydkorea ikke længere en "helligdag", efter omlægningen af lovgivningen vedrørende den offentlige sektor med en 40-timers arbejdsuge. Det er dog stadig en national mærkedag til minde om begivenheden.